# كأس السوبر الكويتي 2021-22
كأس السوبر الكويتي لموسم 2021-22 هي مُبارة بين بطل الدوري النادي العربي وبطل كأس الأمير نادي الكويت. حيث فاز النادي العربي 4-3 بركلات الترجيح بعد التعادل 1-1 في الوقت الأصلي على ملعب جابر الأحمد الدولي. كان من المقرر إقامة اللقاء في 17 يناير 2022، غير أن عدداً من الإصابات بفيروس كورونا في صفوف الفريقين أدى إلى تأجيلها.

## المباراة
تقدم العربي عبر علي خلف في الدقيقة 14،  قبل أن يعادل الكويت من ركلة جزاء حملت توقيع المغربي المهدي برحمة بعد 5 دقائق من بداية الشوط الثاني، ليتوّج بلقبه الثالث بعد لقبي 2008 و2012.
| النادي العربي                                                                        | 1–1 (ب.و.إ.) | نادي الكويت                                                                   |
| ------------------------------------------------------------------------------------ | ------------ | ----------------------------------------------------------------------------- |
| - علي خلف 14'                                                                        | تقرير        | - المهدي برحمة 50' (ركلة.)                                                    |
| ركلات الترجيح                                                                        |              |                                                                               |
| - السنوسي الهادي - عيسى وليد - عبد الله الشمالي - جوزيب كنيجفيتش - سليمان عبد الغفور | 4–3          | - طلال جازع - عبد المحسن التركماني - فهد الهاجري - إبراهيم كميل - طلال الفاضل |

## البطل
| كأس السوبر الكويتي 2021-22 |
| -------------------------- |
| النادي العربي اللقب الثالث |
| Logo                       |